# Črna pri Kamniku
Črna pri Kamniku je naselje, ki spada pod občino Kamnik.
Naselje se nahaja ob cesti Stahovica - Gornji Grad, na južnem pobočju Velike planine v dolini potoka Črna, ki skupaj s sosednjim naseljem Potok v Črni tvori nekdanje rudarsko naselje. Tu so od leta 1746 izkopavali fino glino - kaolin.
Med drugo svetovno vojno so Nemci tu 8. julija 1942 usmrtili 51 talcev, na kar opozarja spomenik nasproti vhodnega rova v zapuščeni rudnik. Dolina Črne poteka v smeri od zahoda proti vzhodu, v njej so razkrite plasti temnih (črnih) skrilavcev. Po njih ima dolina, vključno z rečico in prelazom Črnivec ime.

## Etimologija
Črna oziroma sosednje naselje Potok v Črni sta se v srednjeveških zgodovinskih virih običajno imenovala Swarzenpach to je Črni potok. V arhivskih zapisih se kraj omenja leta 1317, ko je Friderik, sin Zigfrida Mekinjskega (oziroma Zigfrida Gallenberškega) prodal svojo kmetijo v Črni samostanu klaris v Mekinjah.

## Galerija slik
- Črna